# Lineacoelotes longicephalus
Espèce
Lineacoelotes longicephalus est une espèce d'araignées aranéomorphes de la famille des Agelenidae.

## Distribution
Cette espèce est endémique du Sichuan en Chine,.

## Publication originale
- Xu, Li & Wang, 2008 : Lineacoelotes, a new genus of Coelotinae from China (Araneae: Amaurobiidae). Zootaxa, no 1700, p. 1-20.